# Dugonics Társaság

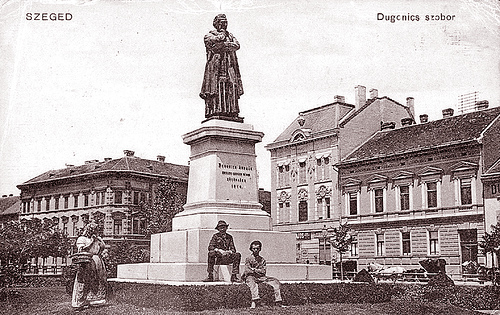
Izsó Miklós, Huszár Adolf Dugonics szobra régi képeslapon

Szeged legrégebbi civil szervezetét, a Dugonics Andrásról elnevezett Dugonics Társaságot 1892-ben alapították a város szellemi életének kiválóságai. A kommunista hatalom 1952-ben beszüntette, majd 1991-ben újjáalakították lelkes lokálpatrióták.

## Története
Felolvasó ülései, pályázati kiírásai és kiadványai voltak jelentősek Szeged város irodalmi életében. Kiváló helyi írói voltak Szegednek, akiknek felolvasásai igen nagy sikereket arattak, például (Tömörkény István, Móra Ferenc, Juhász Gyula, Cserzy Mihály), a Ferenc József Tudományegyetem II. sz. Irodalom Tanszékének tanszékvezető egyetemi tanára, Sík Sándor is tartott itt felolvasói esteket. Az ország más helyein tevékenykedő híres tudósok, költők és írók is meghívást kaptak felolvasó estekre, például Gárdonyi Géza 1895-ben, Vikár Béla 1896-ban, Herman Ottó 1903-ban, Ady Endre 1905-ben, Tamási Áron 1933-ban, Radnóti Miklós 1933-tól 1939-ig. Természettudományi, orvosi, néprajzi előadások is voltak a Társaság ülésein, de nagy többségben a kortárs szépírói alkotások felolvasása dominált.
A Dugonics Társaság utolsó ülése 1948. június 6-án volt. Ezen az ülésen Ortutay Gyula előadásával emlékeztek az 1848-as forradalom centenáriumára.
Az 1991-ben újjá alakult Dugonics Társaság 1992-ben emlékezett meg a társaság 1892-es megalapításáról.

## Alapító tagok, vezetés
| - Békefi Antal - Kálmány Lajos - Lőw Immánuel - Milkó Izidor - Palotás Fausztin - Pósa Lajos - Reizner János - Sebők Zsigmond - Szeremlei Sámuel | - Lázár György (1892-1915) - Kegyeleti interregnum (1915-1917) - Szalay József (1917-1937) - Várady Imre (1938-1940) - Banner János (1940-1944) - Sík Sándor (1945-1948) |

## A társaság jeles tagjai
| - Bakay Nándor - Balassa Ármin - Bálint Sándor - Banner János - Bartók György - Bartucz Lajos - Békefi Antal - Blazovich László - Benedek Ferenc - Bereck Péter - Buday Árpád - Csallány Gábor - Csefkó Gyula - Cserzy Mihály - Czeizel János - Czógler Kálmán - Dézsi Lajos - Firbás Oszkár - Gulácsy Irén - Halasy-Nagy József - Huszti József - Jókai Mór | - Juhász Gyula - Kálmány Lajos - Kemechey Jenő - Kenedi Géza - Kisteleki Ede - Lázár György - Lőw Immánuel - Lugosi Döme - Márki Sándor - Marót Károly - Mester János - Mészöly Gedeon - Milkó Izidor - Moór Gyula - Móra Ferenc - Ortutay Gyula - Palotás Fausztin - Perlaky Mihály - Pósa Lajos - Puskás Jenő - Reizner János | - Rigler Gusztáv - Sas Ede - Sebők Zsigmond - Sík Sándor - Solymossy Sándor - Somogyi József - Sümegi Kálmán - Szabados János - Szádeczky-Kardoss Lajos - Szalay József - Szávay Gyula - Szent-Györgyi Albert - Szeremlei Sámuel - Sz. Szigethy Vilmos - Szmollényi Nándor - Szűcs Mihály - Tettamanti Béla - Tolnai Gábor - Tonelli Sándor - Tömörkény István - Várady Imre |